# Nokia 1680 classic
Nokia 1680 classic este un telefon mobil de buget redus creat de Nokia. Este disponibil în culorile negru, Slate Grey și Deep Purple și Red Wine.
Telefonul este dual-band GSM cu GPRS și EDGE, client de e-mail, mesagerie instant (AOL, MSN, ICQ, Yahoo!) și browser web.
Ecranul TFT are diagonala de 1.85 inch, care oferă până la 65.535 de culori la o rezoluție de 128 x 160 pixeli. 
Sub ecran are un D-Pad în 5 direcții și 4 taste, sub care este o tastatură alfanumerică.
Camera este VGA cu rezoluția de 640 x 480 pixeli.
Suportă SMS, MMS, mesaje e-mail (cu suport T9 text predictiv) și mesaje audio Nokia Xpress.
Nokia 1680 Classic include calendar, organizator, alarmă, calculator avansat, manager de cheltuieli, convertor și agenda telefonică care suportă până la 1000 de contacte.
Conform producătorului bateria oferă până la 7.4 ore de convorbire sau până la 424 de ore în mod stand-by.